# Mystacoleucus chilopterus
Mystacoleucus chilopterus es una especie de peces de la familia de los Cyprinidae en el orden de los Cypriniformes.

## Morfología
Los machos pueden llegar alcanzar los 9,1 cm de longitud total.

## Hábitat
Es un pez de agua dulce.

## Distribución geográfica
Se encuentra en la Península de Malaca, incluyendo los ríos Chao Phraya, Maeklong y Mekong.